# Rewitalizant

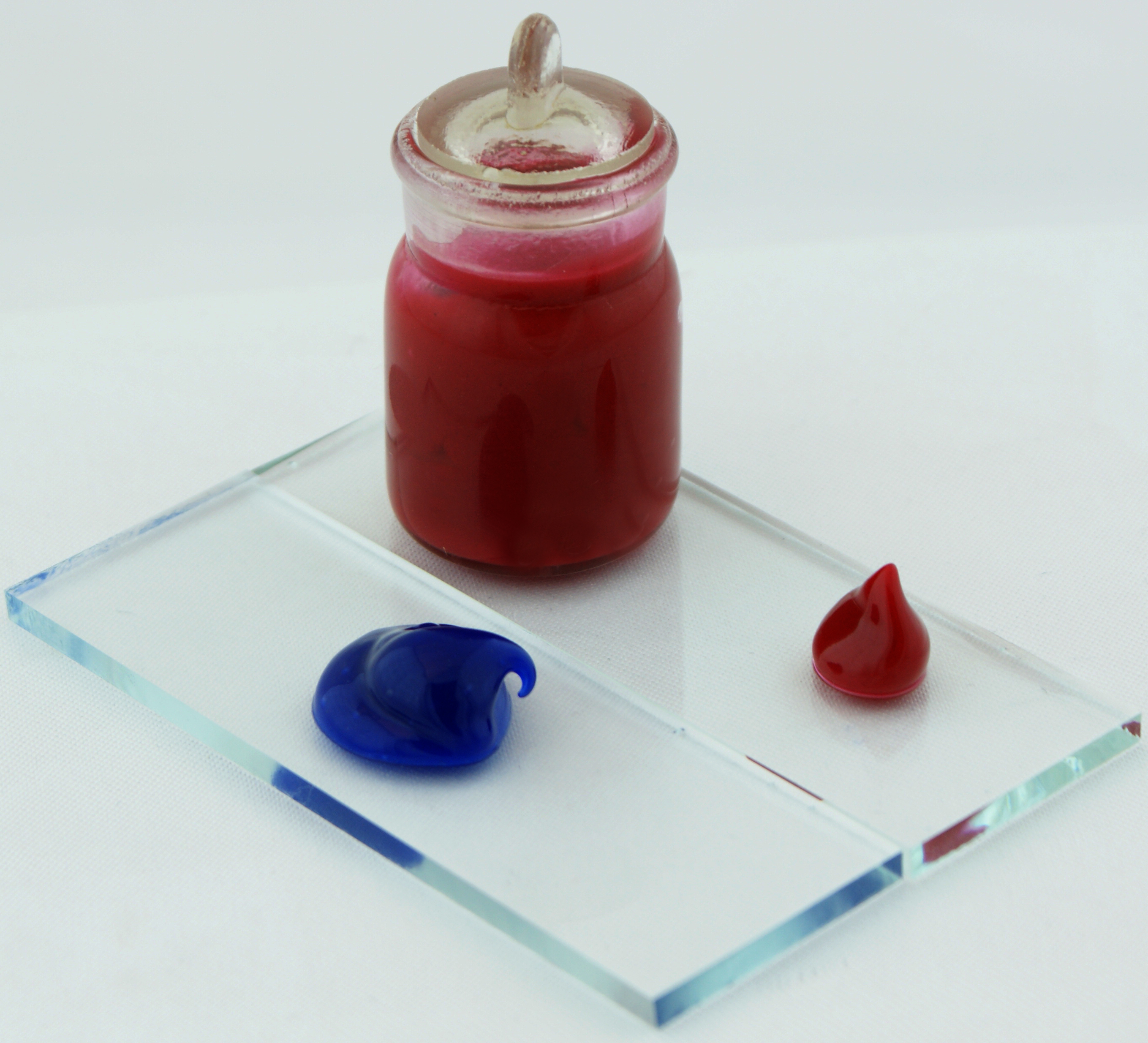
Żel rewitalizujący

Rewitalizant (łac. vita „życie”, dosłownie: „przywracacz życia”), dodatek do smarów, płynów eksploatacyjnych, paliw, tworzący pokrywę ochronną na powierzchniach tarcia mechanizmów bezpośrednio w procesie ich eksploatacji. Rewitalizant pozwala na uniknięcie zużycia mechanizmów lub maszyn.

## Historia
Rewitalizant został opracowany w latach 1998–2000 w m. Charkowie na Ukrainie przez założycieli firmy XADO. Jego skład i metoda produkcji podlegają patentom. Pojęcie zostało wprowadzone do podręcznika trybologii.

## Opis
Ma postać żelu lub substancji plastycznej. Składa się ze smaru i mieszaniny tlenków oraz hydratów tlenków metali: Al2O3 lub SiO2 lub MgO lub CaO lub Fe2O3 i in., o średnicy ziaren w zawiesinie od 100 do 10 000 nanometrów.

## Własności
- Substancje zawarte w rewitalizancie, przy określonych wartościach ciśnienia i temperatury, charakterystycznych dla kontaktu części przy tarciu, stają się katalizatorami powstania węglików metali.

```
     

  

    

      

        

          
n

          
M

          
e

          
+

          
m

          
C

          
→

          
M

          

            
e

            

              
n

            

          

          

            
C

            

              
m

            

          

        

        
,

      

    

    
{\displaystyle \mathrm {nMe+mC\to Me_{n}C_{m}} ,}

  

     gdzie Me – metal; С – węgiel.
```

## Proces
Proces powstania pokrycia ochronnego, nazywany rewitalizacją jest oparty na fizyczno-chemicznym współdziałaniu powierzchni części na plamach kontaktu faktycznego w obecności rewitalizanta przy granicznym lub mieszanym trybie smarowania. W wyniku procesu powstaje metaloceramiczne pokrycie o pozytywnych naprężeniach ściskających na całej głębokości, zwiększające się w stronę powierzchni koncentracji węgla (aż do powstania struktur diamentopodobnych). Cechą charakterystyczną procesu jest wzmocnienie pokrycia wraz z jego narastaniem.

## Zastosowanie
Używany jest do produkcji specjalnych smarów i dodatków.